# エウスカル・ビシクレタ
エウスカル・ビシクレタ（Euskal Bizikleta）とは、スペイン・バスク州で例年6月上旬に開催される、自転車競技ロードレースのステージレース。なお、エウスカル・ビシクレタとは、「バスクの自転車（レース）」という意味を持つ。

## 概要
1952年にエイバルのエイバレサ自転車クラブの主催により、ビシクレタ・エイバレサ（Bicicleta Eibarresa）という名称で創設。しかし1969年より、1936年から中止されていたバスク一周が復活することになって統合され、ブエルタ・アル・パイス・バスコ・コン・ラ・ビシクレタ・エイバレサ（Vuelta al País Vasco con la Bicicleta Eibarresa）という長い名称に変わった。
しかし、1973年のバスク一周の開催からコン・ラ・ビシクレタ・エイバレサの部分が消え、事実上当レースの名称が消滅した。しかし1941年創設のスビダ・ア・アラテ（Subida a Arrate）を1987年に、スビダ・ア・アラテ＝ビシクレタ・エイバレサという名称に改め、さらにスビダ・ア・アラテを1990年限りで終了させて、それを継承する形で1991年に、エウスカル・ビシクレタという名称に改めて復活した。
2005年より開始されたUCIヨーロッパツアーの2.HCにランクされている。

## 歴代優勝者
- 1952 -  ルイ・カピュ
- 1953 -  ビセンテ・イトゥラト
- 1954 -  ホセ・セラ
- 1955 -  ホセ・エスコラノ
- 1956 -  ヘスス・ロロニョ
- 1957 -  アントニオ・バルティア
- 1958 -  ヘスス・ロロニョ
- 1959 -  アントニオ・ベルトラン
- 1960 -  ベニニョ・アスプル
- 1961 -  アントニオ・カルマニ
- 1962 -  ロルフ・ヴォルフショール
- 1963 -  フアン・ホセ・サガルドゥイ
- 1964 -  カルロス・エチェバリア
- 1965 -  セバスティアン・エロルサ
- 1966 -  エウセビオ・ベレス
- 1967 -  カルロス・エチェバリア
- 1968 -  ホセ・マリア・エランドネア
- 1987 -  マリノ・レハレタ
- 1988 -  ホキン・ムヒカ
- 1989 -  フェデリコ・エチャベ
- 1990 -  ティエリ・クラヴェローラ
- 1991 -  ジャンニ・ブーニョ
- 1992 -  フランコ・キオッチオーリ
- 1993 -  ピオトル・ウグルモフ
- 1994 -  ステファノ・デッラ・サンタ
- 1995 -  エフゲニー・ベルツィン
- 1996 -  ミゲル・インドゥライン
- 1997 -  アブラハム・オラーノ
- 1998 -  アブラハム・オラーノ
- 1999 -  ダビ・エチェバリア・アルコルタ
- 2000 -  アイマル・スベルディア
- 2001 -  フアン・カルロス・ドミンゲス
- 2002 -  ミケル・サラベイティア
- 2003 -  ホセ・アントニオ・ペチャロマン
- 2004 -  ロベルト・エラス
- 2005 -  エラディオ・ヒメネス
- 2006 -  コルド・ヒル
- 2007 -  コンスタンティノ・サバリャ
- 2008 -  エロス・カペッキ
- 2009 - 中止